# تشارلز فولر
تشارلز فولر (بالإنجليزية: Charles Fuller)‏ (25 مايو 1919 - 1 نوفمبر 2004 في المملكة المتحدة) هو لاعب كرة قدم بريطاني (وحمل سابقاً جنسية المملكة المتحدة لبريطانيا العظمى وأيرلندا) في مركز الدفاع، شارك في الألعاب الأولمبية الصيفية 1952. وشارك مع منتخب المملكة المتحدة الوطني لكرة القدم.

## وصلات خارجية
- تشارلز فولر على موقع الاتحاد الدولي (مؤرشف)  (الإنجليزية)
- تشارلز فولر على موقع عالم كرة القدم.نت (الإنجليزية)
- تشارلز فولر على موقع أوليمبيديا (الإنجليزية)
- تشارلز فولر على موقع اللجنة الأولمبية البريطانية (الإنجليزية)